# جوردون دوغلاس
جوردون دوغلاس (بالإنجليزية: Gordon Douglas)‏ (و. 1907 – 1993 م) هو ممثل، ومخرج سينمائي، وكاتب سيناريو، من الولايات المتحدة الأمريكية، ولد في مدينة نيويورك، توفي في لوس أنجلوس، عن عمر يناهز 86 عاماً بسبب سرطان.

## وصلات خارجية
- جوردون دوغلاس على موقع IMDb (الإنجليزية)
- جوردون دوغلاس على موقع الموسوعة البريطانية (الإنجليزية)
- جوردون دوغلاس على موقع ألو سيني (الفرنسية)
- جوردون دوغلاس على موقع تيرنر كلاسيك موفيز (الإنجليزية)
- جوردون دوغلاس على موقع أول موفي (الإنجليزية)
- جوردون دوغلاس على موقع قاعدة بيانات الأفلام السويدية (السويدية)
- جوردون دوغلاس على موقع إن إن دي بي (الإنجليزية)
- جوردون دوغلاس على موقع قاعدة بيانات الفيلم (الإنجليزية)
- جوردون دوغلاس على موقع كينوبويسك (الروسية)